# Bài ca không quên
Bài ca không quên là tên bài hát do nhạc sĩ Phạm Minh Tuấn sáng tác, được Cẩm Vân trình bày lần đầu tiên trong bộ phim cùng tên.